# Lac à la Chute (rivière à la Chute)
Pour les articles homonymes, voir Chute.
Le lac à la Chute est un plan d'eau douce du bassin versant de la rivière à la Chute, situé dans le territoire non organisé de Lac-Jacques-Cartier, dans la municipalité régionale de comté (MRC) La Côte-de-Beaupré, région administrative de la Capitale-Nationale, dans province de Québec, dans Canada.
Le lac à la Chute est situé dans le parc national de la Jacques-Cartier. Sa moitié sud est située dans le canton de Cauchon.
Le bassin versant du lac à la Chute est principalement desservi du côté est par la route 175 qui relie les villes de Québec et Saguenay. Quelques routes secondaires desservent cette zone pour les besoins de la foresterie et des activités récréotouristiques.
La foresterie est la principale activité économique du secteur; les activités récréotouristiques, en deuxième.
La surface du lac de la Chute est généralement gelée de début décembre à fin mars; la circulation sécuritaire sur la glace se fait généralement de fin décembre à début mars.

## Géographie
Le lac à la Chute comporte une longueur de 3,3 km, une largeur de 0,7 km et sa surface est à une altitude de 653 m. Ce lac encaissé entre les montagnes est fait en longueur, ressemblant à un bas de laine dont la partie des orteils est orientée vers le nord-est. Le cours de la rivière Sautauriski est située à 2,9 km du côté est du lac; et le cours de la rivière à la Chute est à 2,4 km du côté ouest du lac.
À partir de l'embouchure du lac à la Chute, le courant descend consécutivement d'abord la décharge du lac sur 4,8 km généralement vers le sud-ouest dans une vallée encaissée; sur 7,3 km vers le sud en suivant le cours de la rivière à la Chute; sur 4,6 km vers le sud-ouest en suivant le cours de la rivière Sautauriski; puis sur km généralement vers le sud en empruntant le courant de la rivière Jacques-Cartier jusqu'à la rive nord-est du fleuve Saint-Laurent.
Le lac a une superficie de 1,4 km2. Il s'agit du second plus grand des 216 plans d'eau du parc national de la Jacques-Cartier.

## Toponymie
Le toponyme « lac à la Chute » est directement relié à la rivière à la Chute dans lequel se déverse la décharge du lac. Cette dénomination figure sur des documents cartographiques au moins depuis la fin du XIXe siècle, notamment - sous la forme « L. à la Chute » - sur la carte du « parc national des Laurentides » datant du 30 avril 1896.
Le toponyme lac de la chute a été officialisé le 5 décembre 1968 par la Commission de toponymie du Québec.